# Karl-Preis-Platz (metropolitana di Monaco di Baviera)
Karl-Preis-Platz è una stazione della metropolitana di Monaco di Baviera inaugurata il 18 ottobre 1980.
È servita dalle linee U2 e U7, ed ha due binari.